# South Australian Open dicembre 1972
Il South Australian Open del dicembre 1972 è stato un torneo di tennis giocato sull'erba. È stata la 2ª edizione del Torneo di Adelaide, che fa parte dei Tornei di tennis maschili indipendenti nel 1972 e dei Tornei di tennis femminili indipendenti nel 1972. Il torneo si è giocato ad Adelaide in Australia dall'11 al 16 dicembre 1972.

## Campioni

### Singolare maschile
Alex Metreveli ha battuto in finale  Colin Dibley con il punteggio di 7–5, 5–7, 6–7, 7–6, 6–2

### Doppio maschile
Ross Case /  Geoff Masters hanno battuto in finale  Alex Metreveli /  Teimuraz Kukuliya con il punteggio di 3–6 7–6 6–4 6–4

### Singolare femminile
Evonne Goolagong Cawley ha battuto in finale  Kerry Harris con il punteggio di 6–1 6–2

### Doppio femminile
Yevgenia Biriukova /  Janet Young hanno battuto in finale  Evonne Goolagong Cawley /  Helen Gourlay-Cawley con il punteggio di 6–3 6–2